# ティム川
ティム川（ティムがわ、英語: Tym, ロシア語: Тым, セリクプ語: Ӄа́лӷы / Ӄа́лӄы）は、ロシアのクラスノヤルスク地方およびトムスク州を流れる川で、西シベリアの大河オビ川の右支流である。
長さは950km、流域面積は32,300平方kmで西シベリア平原の東部を流れる。10月末から11月はじめにかけて凍結し、4月末から5月上旬には解ける。オビ川との合流点から560km上流までは航行可能となっている。